# Poszukiwany, poszukiwana
Pour plus de détails, voir Fiche technique et Distribution.
Poszukiwany, poszukiwana (Recherché, recherchée) est un film polonais de Stanisław Bareja sorti en salles le 22 avril 1973.

## Synopsis
Stanisław Maria Rochowicz, un historien de l'art employé dans un musée, est accusé à tort d'avoir volé un tableau. Comme il risque cinq ans de prison, effrayé, il décide de se cacher, déguisé en femme, le temps de peindre une copie du tableau volé. Il commence à travailler en tant qu'une bonne nommée Marysia, mais n'a pas de chance avec ses patrons. Malgré les débuts difficiles, il découvre les bons côtés de son travail. Il s'avère également qu'il en gagne davantage qu'en tant que l'historien de l'art.   
Le film est une satire de la société polonaise du tournant des années 60 et 70 du XXe siècle.

## Fiche technique
- Titre original : Poszukiwany, poszukiwana
- Réalisation : Stanisław Bareja
- Scénario : Stanisław Bareja, Jacek Fedorowicz
- Musique : Jerzy Matuszkiewicz
- Photographie : Jan Laskowski
- Montage : Mirosława Jaworska
- Décors : Bogdan Kostrzyński
- Costumes : Ewa Furmańczyk
- Société de production : Zespół Filmowy „Pryzmat”
- Pays d'origine :  Pologne
- Langues originales : polonais
- Genre : Comédie
- Format : couleur  - son mono
- Durée : 83 minutes
- Dates de sortie : 22 avril 1973

## Distribution
- Wojciech Pokora – Stanisław Maria Rochowicz
- Jolanta Bohdal – Kasia, la femme de Rochowicz
- Wiesław Gołas – Karpiel, premier patron de Marysia
- Maria Chwalibóg – la femme de Karpiel
- Witold Kałuski – Górecki, deuxième patron de Marysia
- Krystyna Borowicz – la femme de Górecki
- Filip Łobodziński – Antoś, le fils insupportable des Góreckis
- Mieczysław Czechowicz – troisième patron de Marysia, monsieur le professeur qui mesure la quantité de sucre dans le sucre
- Jerzy Dobrowolski – le directeur éternel -  quatrième patron de Marysia
- Barbara Rylska – la femme du directeur éternel
- Adam Mularczyk – le peintre Bogdan Adamiec
- Jan Kobuszewski – le plombier
- Tadeusz Pluciński – l'entraîneur des  lanceuses de marteau
- Jolanta Wołłejko – la nounou fascinée par Marysia
- Zofia Czerwińska – l'ancienne bonne de Karpiels
- Wojciech Siemion – le procureur qui accuse Stanisław Maria Rochowicz d'avoir volé le tableau
- Bohdan Łazuka – l'ingénieur Rawicz
- Zbigniew Skowroński – le propriétaire du chien Alex
- Maria Kaniewska – cliente qui achète beaucoup de sucre
- Wojciech Rajewski – le gardien de galerie
- Zdzisław Szymański – l'ouvrier
- Jerzy Januszewicz – l'homme dans le tramway
- Juliusz Kalinowski – l'urbaniste
- Jerzy Moes – l'homme à la réception chez les Góreckis
- Jan Kociniak – subordonné du directeur
- Stanisław Tym – l'employée qui cachète le tableau
- Stanisław Bareja – l'homme qui poursuit la voiture
- Andrzej Krasicki – le directeur du musée
- Michał Żołnierkiewicz – l'homme dans le tramway